# A Real Hero
A Real Hero è un singolo musicale dei College in collaborazione con gli Electric Youth, uscita nel 2010. La canzone è stata inclusa come undicesimo brano dell'album Inner Youth. La traccia è stata utilizzata come parte della colonna sonora nel film Drive, diretto da Nicolas Winding Refn e interpretato da Ryan Gosling e Carey Mulligan.
La rivista Spin ha nominato "A Real Hero" come una delle 20 migliori canzoni del 2011. La canzone è stata nominata per gli MTV Movie Award 2012 nella categoria "Best Music".